# 三河地震
三河地震（みかわじしん）は、1945年（昭和20年）1月13日午前3時38分23秒に愛知県三河湾で発生したマグニチュード6.8（Mw 6.6）の直下型地震である。また1945年の終戦前後にかけ、4年連続で1,000人を超える死者を出した4大地震（発生順に、鳥取地震、東南海地震、三河地震、南海地震）の一つである。

## 概要
震源地は三河湾（北緯34度42.1分 東経137度06.8分 / 北緯34.7017度 東経137.1133度座標: 北緯34度42.1分 東経137度06.8分 / 北緯34.7017度 東経137.1133度）で、深さは11km。三重県津市で震度5を記録したが、震源に近い現在の西尾市などでは震度6（現在の震度階級では7）であったといわれる。
1ヶ月前の1944年12月7日に発生した昭和東南海地震の最大規模の余震とする説があるが、同地震に影響を受けて発生した誘発地震とする説もある。地震発生当初は昭和東南海地震（第一次地震）に対して第二次地震とも呼称された。

## 各地の震度
震度4以上の地点は次の通り。
| 震度 | 都道府県 | 観測所     |
| ---- | -------- | ---------- |
| 5    | 三重県   | 津         |
| 4    | 福井県   | 敦賀       |
| 4    | 長野県   | 諏訪・飯田 |
| 4    | 岐阜県   | 高山・岐阜 |
| 4    | 愛知県   | 名古屋     |
| 4    | 三重県   | 亀山       |

## 断層
深溝断層（ふこうずだんそう）と横須賀断層によって起こされた地震で、断層は陸上部で18km、総延長は28km、最大の高低差は約2m、横ずれ変異量は約1mである。この地震で形成された深溝断層は、1975年に愛知県指定天然記念物に指定されている。深溝断層は逆断層で、隆起側での家屋倒壊などの被害規模が大きく、沈降側での被害は断層からの距離が10m以内に集中した。2013年現在西尾市の妙喜寺には、当時の地割れ（地表地震断層）が保存されている。
北北西方向への延長線上には、1891年濃尾地震を引き起こした根尾谷断層帯が存在し、さらにその延長線上には1948年福井地震を引き起こした福井地震断層が存在する。

## 被害
| 明治村和泉本通りの被害の様子 |  | 地震で大きく傾いた建物 |
| 明治村和泉本通りの被害の様子 |  | 地震で大きく傾いた建物 |

震源が浅く、マグニチュード 6.8と規模が比較的大きかったにもかかわらず、被害報告はごくわずかしか残されていないため、現在に至ってもこの地震について詳しいことは判っていない。しかし、震源域の三河地域では、昭和東南海地震よりも多くの死者が記録されており、死者2,306人、行方不明者1,126人、負傷者3,866人。家屋の全壊は7,221戸、半壊1万6,555戸、全焼2戸、半焼3戸、その他2万4,311戸とされる。なお、近年になって地震被害を報告した当時の帝国議会秘密会の速記録集が見つかっており、これによれば愛知県の幡豆郡と碧海郡で死者2,652人に達したという。一方、碧海郡明治村の明治航空基地では顕著な被害は記録されていない。
死者が多かったのは幡豆郡福地村（現・西尾市）234名、西尾町、三和村、横須賀村275名（以上現・西尾市）、碧海郡桜井町（現・安城市）、明治村325名（現・西尾市、安城市、碧南市）、宝飯郡形原町233名（現・蒲郡市）などで、平坂町（現・西尾市）では堤防が4メートル沈下して79ヘクタールの水田が海水に没したほか、矢作古川周辺では液状化現象も見られた。前述の被害が甚大な地区では、どの家族にも死者が出るほどの高い死亡率だったという。なお、震源を離れた葉栗郡や中島郡、名古屋市から一宮市付近でも一部で家屋の倒壊があった。また、三河湾で小規模な津波の発生が確認されている。
局地的な被害はほかの直下型地震よりも深刻であった。被害状況は集落ごとに大きな差があり、ある集落は壊滅している一方で隣の集落はほとんど被害がないという状況も随所で見られたと言われている。37日前に発生した昭和東南海地震により、構造上重要な「ほぞ」が外れた半壊状態の家屋が物資及び人手不足から修理されず、新たな地震動により全壊に至った可能性が指摘されている。また、三州瓦の産地に近いことから、耐震性に欠ける瓦葺きの家屋が多く存在していたことも家屋の倒壊を促進したと考えられている。1日に40～50回の余震が発生していたため、家屋が無事な場合でも多くの被災者は屋内に戻ることができない状態であった。
| 順位 | 名称                                 | 発生日         | 死者・行方不明者数（人） | 規模（M） |
| ---- | ------------------------------------ | -------------- | ------------------------ | --------- |
| 1    | 関東地震（関東大震災）               | 1923年9月1日   | 105,385                  | 7.9       |
| 2    | 東北地方太平洋沖地震（東日本大震災） | 2011年3月11日  | 22,312                   | 9.0       |
| 3    | 明治三陸地震                         | 1896年6月15日  | 21,959                   | 8.2       |
| 4    | 濃尾地震                             | 1891年10月28日 | 7,273                    | 8.0       |
| 5    | 兵庫県南部地震（阪神・淡路大震災）   | 1995年1月17日  | 6,437                    | 7.3       |
| 6    | 福井地震                             | 1948年6月28日  | 3,769                    | 7.1       |
| 7    | 昭和三陸地震                         | 1933年3月3日   | 3,064                    | 8.1       |
| 8    | 北丹後地震                           | 1927年3月7日   | 2,912                    | 7.3       |
| 9    | 三河地震                             | 1945年1月13日  | 1,961                    | 6.8       |
| 10   | 昭和南海地震                         | 1946年12月21日 | 1,443                    | 8.0       |

### 救援活動
地震が発生した当時は太平洋戦争中であり、国民の戦意を低下させないことや軍需工場の被害を伏せるため（敵への情報流出も作戦へ影響する）、政府当局によって報道管制が敷かれ、地震発生の報道はなされたものの被害規模やその後の状況などは多くが伏せられた。ただし、地元でもある中部日本新聞（現・中日新聞）は比較的多くの報道を行ったほか、名古屋帝国大学教授らからなる震害地学術調査団を現地に派遣している。地震被害の報道がなされなかったことで、近隣地域からの救護団も無く、さらに地震直後の行政による組織的な救援活動が実施されたとの記録は残っていない。しかし、明治航空基地や海軍基地の軍関係者による小規模な救助及び復旧活動が行われたとの証言が残っている。
地震発生から2カ月後から、行政（県）の手配による「工作隊」が組織され、復旧活動が進められた。

## 前後の地震活動および宏観現象
1月7日頃から始まった前震活動は1月11日頃から活発化し、形原町や西浦町では有感地震5 - 6回を含む前震（マグニチュード5.9、5.2を含む）が発生していた。翌13日には一旦沈静化した。余震活動も非常に活発であり、近年余震が特に多かったといわれる新潟県中越地震を凌ぐ数の余震が観測された。最大の余震は、本震発生後3日目に発生したM6.4の地震である。
また前震や余震の前後に三ヶ根山周辺（地震断層の直上）で夜空が発光するなどの宏観異常現象が確認されたとの報告がある。当時は灯火管制が敷かれており、人工の灯りである可能性は低いとされる。

## 江戸時代以前の三河地震
- 715年7月1日（ユリウス暦）（和銅8年5月26日）三河国地震。前日に遠江国地震の記録あり（『続日本紀』）。正倉47棟が倒壊、百姓の家が陥没した。

- 1686年10月3日（旧暦・貞享3年8月6日）に遠江と三河の沖合いでマグニチュード6.5 - 7程度と推定される地震が発生し、被害はこの二国に及んだ。遠江三河地震と呼ばれる。なお、1685年に記録されている三河地震は、根拠となった『渥美郡史』の誤字であり、実際には存在しないゴースト地震と考えられている[24]。また、貞享3年の地震は、1707年宝永地震の先駆的な地震として発生した可能性があり、広義の前震の可能性があるとされる[24]。
- 1861年2月14日 文久西尾地震 - M 6.0が発生。震源域は1945年三河地震と似ている[25]。